# Dauber
Dauber – poemat angielskiego poety Johna Masefielda, wydany w 1913 roku. 

## Charakterystyka ogólna
Poemat został zainspirowany osobistymi doświadczeniami autora, który w czerwcu 1896 roku na pokładzie czteromasztowego barku Gilcruix opłynął przylądek Horn, cieszący się wśród żeglarzy wyjątkowo złą sławą. Jakkolwiek poeta zastrzegał, że opisywane w nim zdarzenia w takim kształcie nie były jego udziałem, to wypływa on z jego autentycznych przeżyć na morzu. W ogólnodostępnych źródłach brak informacji o przekładzie poematu na język polski.

## Forma
Utwór został napisany strofą królewską (rhyme royal), czyli zwrotką siedmiowersową rymowaną ababbcc. Strofa ta była tradycyjnie w poezji angielskiej tworzywem poematów epickich i liryczno-epickich, począwszy od dzieł Geoffreya Chaucera, zwłaszcza poematu Troilus i Criseyda. Tym samym Dauber jest jednym z ostatnich zastosowań strofy królewskiej na tak szeroką skalę. Masefield przy użyciu tej samej strofy napisał jeszcze poematy The Widow in the Bye Street, King Cole i Daffodil Fields.

## Treść
Poemat jest jednym z dzieł epickich Johna Masefielda. Opowiada on - jak wskazują autorzy Encyklopedii Brytyjskiej o niekończącej się walce wyższych aspiracji człowieka z ignorancją i przyziemnym materializmem. Pod względem tematycznym Dauber mieści się w głównym nurcie liryki i epiki Masefielda. Zalicza się do marynistycznej tradycji literatury angielskiej przełomu XIX i XX wieku, której wybitnym przedstawicielem w prozie był Joseph Conrad. Jednym z poruszanych problemów jest relacja między realnym życiem a artystycznym powołaniem pisarza.

## Wartościowanie
Dla wielu czytelników Dauber jest najlepszym z dłuższych poematów Johna Masefielda. Nadal jest chętnie czytany i recytowany publicznie. Dauber może być porównywany z dziełami Josepha Conrada, zwłaszcza z opowiadaniem Tajfun.